# Heckler & Koch MP7
MP7 je njemački automat kojeg proizvodi Heckler & Koch (H&K) i koristi 4,6x30m streljivo. Dizajniran je u skladu s NATO-vim potrebama za osobnim zaštitnim oružjem (PDW - Personal Defense Weapon) s većom mogućnošću samoobrane od običnih pištolja. MP7 je ušao u serijsku proizvodnju 2001. godine. MP7 je sposoban probiti zaštitni prsluk i dovoljno malen da može zamijeniti pištolj.

## Vanjske poveznice
|  | Zajednički poslužitelj ima stranicu o temi MP7                   |
|  | Zajednički poslužitelj ima još gradiva o temi Heckler & Koch MP7 |

- HK Defense: MP7 stranica proizvođača
- Slike
- HK MP7